# British Academy Film Award/Bester britischer Beitrag zum Kino
British Academy Film Award: Bester britischer Beitrag zum Kino (Outstanding British Contribution to Cinema Award)
Die Liste enthält die Gewinner des BAFTA Awards der Ehrenpreis-Kategorie Bester britischer Beitrag zum Kino seit der ersten Verleihung bei den British Academy Film Awards (BAFTA Awards) im Jahr 1979. Der Preis honoriert die Leistung bzw. den Beitrag einer Person, Institution o. ä. mit Bezug zum britischen Kino. Er wird zu Ehren des britischen Filmproduzenten Michael Balcon verliehen.

## 1970er-Jahre
- 1979: Les Bowie, Colin Chilvers, Denys N. Coop, Roy Field, Derek Meddings, Zoran Perisic, Wally Veevers – Special-Visual-Effects-Team des Films Superman

## 1980er-Jahre
- 1980: Children’s Film Foundation – 1951 gegründete Non-Profit-Organisation, produzierte britische Kinderfilme
- 1981: Kevin Brownlow – Filmhistoriker und -konservator
- 1982: David Puttnam – Filmproduzent (12 Uhr nachts – Midnight Express, Die Stunde des Siegers)
- 1983: Arthur Wooster – Kameramann, ehem. Mitglied der Guild of British Camera Technicians (GBCT)
- 1984: Colin Young – Filmdozent, erster Leiter der National Film and Television School
- 1985: Alan Parker und Alan Marshall – Drehbuchautor und Filmproduzent (Bugsy Malone, 12 Uhr nachts – Midnight Express)
- 1986: Sydney Samuelson CBE – Gründer der Kamera- und Filmequipment-Verleihfirma Samuelson Film Services, Wegbereiter der British Academy of Film and Television Arts (BAFTA)
- 1987: „The Film Production Executives“ – Guild of Film Production Executives (GFPE)
- 1988: Monty-Python-Team für die Monty-Python-Serien
- 1989: Charles Crichton –  britischer Filmregisseur, Filmeditor, Drehbuchautor und Produzent (Ein Fisch namens Wanda)

## 1990er-Jahre
- 1990: Lewis Gilbert – britischer Filmregisseur, Produzent und Drehbuchautor (Moonraker, Rita will es endlich wissen)
- 1991: Jeremy Thomas – Filmproduzent (Der letzte Kaiser, Himmel über der Wüste)
- 1992: Derek Jarman – Filmregisseur und Künstler
- 1993: Kenneth Branagh – Schauspieler und Regisseur (Henry V., Viel Lärm um nichts)
- 1994: Ken Loach – Filmregisseur und Drehbuchautor (Kes, Raining Stones)
- 1995: Ridley und Tony Scott – Regisseure und Produzenten (Blade Runner, Beverly Hills Cop II)
- 1996: Mike Leigh OBE – Filmregisseur
- 1997: Channel Four Films – Filmproduktionsfirma
- 1998: Michael Roberts – Kameramann (The Killing Fields – Schreiendes Land, Indiana Jones und der letzte Kreuzzug)
- 1999: Michael Kuhn – kenianisch-britischer Filmproduzent (Qwerty Films, u. a. Priscilla – Königin der Wüste, Vier Hochzeiten und ein Todesfall)

## 2000er-Jahre
- 2000: Joyce Herlihy – Produktionsmanagerin (Die Stunde des Siegers, Der letzte Kaiser)
- 2001: Mary Selway – Casting-Direktorin (Die Rückkehr der Jedi-Ritter, Indiana Jones und der Tempel des Todes)
- 2002: Vic Armstrong – Stuntman (Arabeske, Ryans Tochter)
- 2003: Michael Stevenson, David Tomblin – Regieassistenten
- 2004: Working Title Films – Filmproduktionsgesellschaft (Vier Hochzeiten und ein Todesfall, Elizabeth)
- 2005: Angela Allen MBE – Script Supervisor (Hamlet, Tee mit Mussolini)
- 2006: Chuck Finch, Billy Merrell – Oberbeleuchter und Beleuchter
- 2007: Nick Daubney – Location Manager
- 2008: Barry Wilkinson – Requisiteur (u. a. Harry-Potter-Filme)
- 2009: Pinewood Studios und Shepperton Studios – Filmstudios

## 2010er-Jahre
- 2010: Joe Dunton – Kameramann und -techniker
- 2011: Harry-Potter-Filme, acht Filme nach Harry-Potter-Büchern von Joanne K. Rowling
- 2012: John Hurt – Schauspieler (12 Uhr nachts – Midnight Express, Der Elefantenmensch)
- 2013: Tessa Ross – Leiterin von Film4 and Channel 4 Drama
- 2014: Peter Greenaway – Filmregisseur (Der Bauch des Architekten, Der Koch, der Dieb, seine Frau und ihr Liebhaber)
- 2015: BBC Films – britische Filmproduktionsgesellschaft
- 2016: Angels Costumes – Britischer Kostümverleih
- 2017: Curzon – Britische Kinokette und Filmverleih
- 2018: National Film and Television School (NFTS) – Filmhochschule
- 2019: Number 9 Films (Stephen Woolley and Elizabeth Karlsen) – britische Filmproduktionsgesellschaft[1]

## 2020er-Jahre
- 2020: Andy Serkis – britischer Schauspieler und Regisseur
- 2021: Noel Clarke – britischer Schauspieler. Die Auszeichnung wurde im April 2021 widerrufen, nachdem Clarke sexuelle Übergriffe vorgeworfen wurden. Die polizeilichen Ermittlungen gegen Clarke wurden im März 2022 eingestellt.[2]
- 2022: nicht vergeben[3]
- 2023: nicht vergeben
- 2024: June Givanni – Gründerin des June Givanni Pan African Cinema Archive (JGPACA)
- 2025: MediCinema – Hilfsorganisation, die Krankenhäuser mit Kinosälen ausstattet und Filmvorführungen für Patienten organisiert